# Witolub
Witolub (deutsch Hühnerheide) ist ein Wohnplatz bei der Stadt Karlino (Körlin) in der  polnischen Woiwodschaft Westpommern. Der Ort gehört zur Gmina Karlino (Stadt- und Landgemeinde Körlin) im Powiat Białogardzki (Belgarder Kreis).

## Geographische Lage

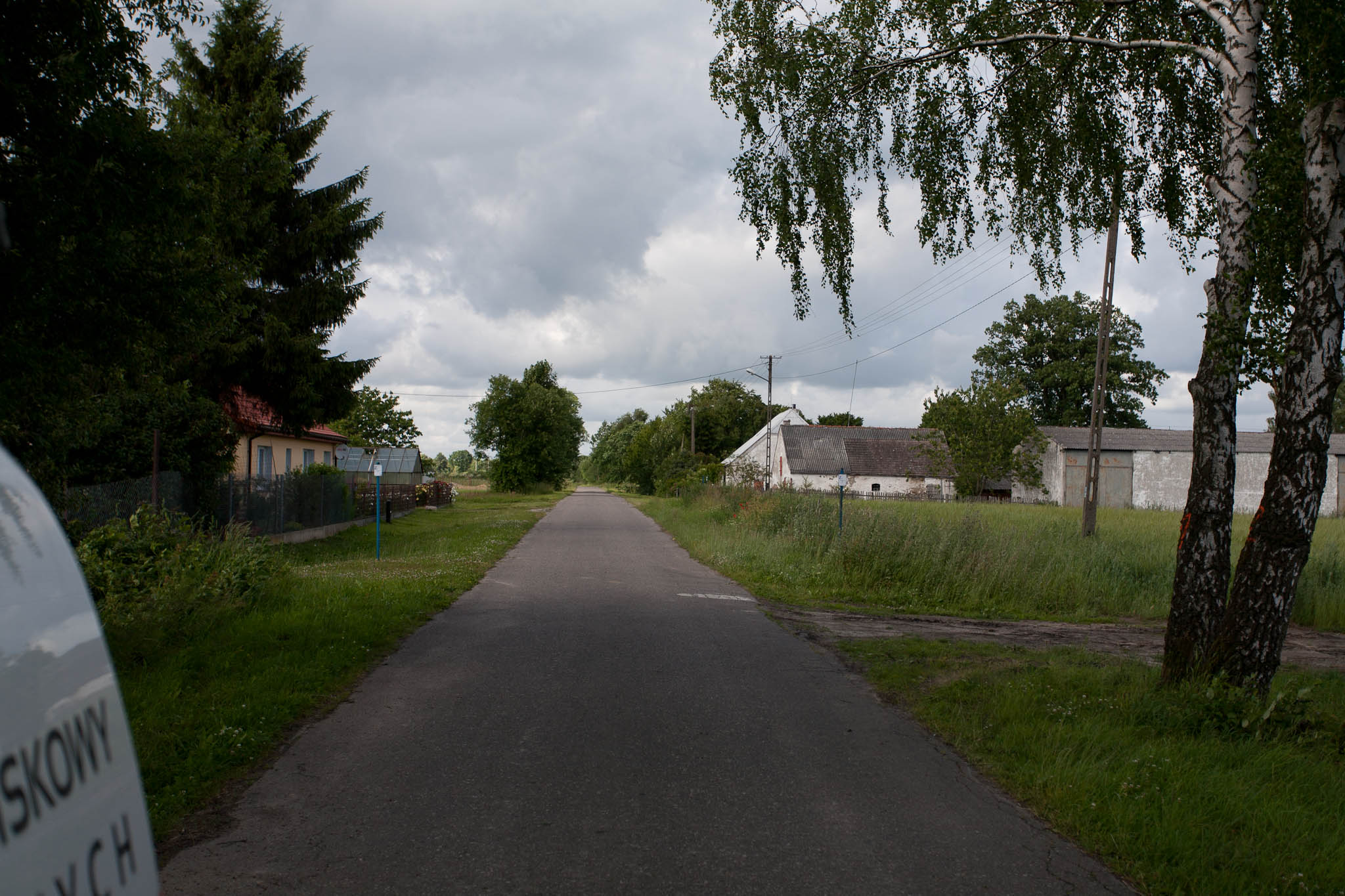
Ortsbild (Aufnahme von 2014)

Der Wohnplatz liegt in Hinterpommern, etwa drei bis vier Kilometer nordöstlich von Karlino. Er besteht aus einer Gruppe von Häusern zu beiden Seiten der Straße nach Świemino (Schwemmin). Am nördlichen Rand dieser Häusergruppe liegt der Wohnplatz Dębolas (Forsthaus Stadtwald).

## Geschichte
Überwiegend in der Mitte des 19. Jahrhunderts entstanden auf dem zu Körlin gehörenden Stadtfeld mehrere einzeln stehende Höfe, sogenannte Abbauten. Diese wurden erstmals 1885 unter der Bezeichnung Hühnerheide zusammengefasst. 
Der Ortsname ist jedoch deutlich älter: Auf der Lubinschen Karte von 1618 ist nördlich von Körlin ein Ort „Honerheid“ eingetragen. In Ludwig Wilhelm Brüggemanns Ausführlicher Beschreibung des gegenwärtigen Zustandes des Königlich-Preußischen Herzogtums Vor- und Hinterpommern von 1784 erschien „Hünerheide“ als ein „königliches Amtsackerwerk“, also ein Vorwerk mit Ackerwirtschaft, das in Gemeinschaft mit dem städtischen Acker lag.
Bis 1945 bildete Hühnerheide einen Wohnplatz der Stadt Körlin und gehörte mit dieser zum Landkreis Kolberg-Körlin in der preußischen Provinz Pommern.
1945 wurde der Ort, wie ganz Hinterpommern, unter polnische Verwaltung gestellt. Die Bevölkerung wurde durch Polen ersetzt. Hühnerheide erhielt den polnischen Namen Witolub. 
Der Ort gehört heute zur Gmina Karlino (Stadt- und Landgemeinde Körlin), in der er ein eigenes Schulzenamt bildet, zu dem auch der Wohnplatz Dębolas (Forsthaus Stadtwald) gehört.

## Entwicklung der Einwohnerzahlen
- 1871: 146[4]
- 1885: 111[4]
- 1895: 116[4]
- 1905: 144[4]